# Боротьба НАТО з наркоторгівлею
За показниками ООН приблизно 5% людей населення планети віком від 15 до 64 років вживали який-небудь наркотик. Понад 0,6% жителів планети мають серйозні проблеми з наркотиками. Починаючи з 1990-х рр. НАТО та США почали вести офіційну війну із незаконним оборотом наркотиків по всьому світі.

## Щорічні доповіді ООН про наркотики
26 червня в Міжнародний день боротьби із зловживанням наркотичних засобів та їх незаконним оборотом Управління ООН по наркотикам та злочинності представило Всесвітню доповідь про наркотики за 2010 рік. В презентації доповіді брали участь Антоніо Марія Коста, директор УНП ООН, Віктор Іванов, директор ФСКН, Гіл Керліковське, директор Управління державної політики адміністрації президента США по боротьбі з наркотиками. В доповіді зокрема йшлося про те, що кількість посівів опіумного маку в світі скоротилася на 23%, а культури коки на 28%. Також було зазначено, що 90% вироблення світового героїну вже більше ніж п'ять років належать Афганістану. Починаючи з 2010 року ціни на наркотичні засоби виросли, в результаті чого прибуток у 2011 році від продажу наркотиків, лише в Афганістані, становив понад 133%. Таким чином можна зазначити, що головні сили НАТО в боротьбі з наркотиками дислокуються саме в цих двох регіонах Афганістані, наркомафію там здебільшого представляють таліби, та Косово, де незаконним розповсюдженням наркотичних засобів займаються косовські албанці  [Архівовано 22 вересня 2014 у Wayback Machine.].

## Чиказький саміт
20-21 травня 2012 відбувся саміт НАТО в Чикаго, основною темою його був Афганістан, тому його навіть подекуди називають «афганським самітом». На саміті оголосили, що війська НАТО будуть вести свої бойові операції на території країни й після 2014 року, до того ж країни-члени альянсу мають фінансувати 228-митисячну афганську армію НАТО загальною сумою близько 4,1 млрд доларів  [Архівовано 1 вересня 2014 у Wayback Machine.].

## Наркотична криза в Афганістані
В жовтні 2007 року представники ООН однозначно заявили про необхідність подальшого та ефективнішого задіяні військ НАТО на території Афганістану для подальшої боротьби з наркоторгівлею. За даними 2008 року на території Афганістану існує понад 300 підпільних об'єктів, що вирощують та продають контрабандою наркотичні засоби. Вище згаданий Антоніо Марія Коста наголошує, що будь-які дії з боку суспільних організацій будуть недостатньо ефективними поки серед чиновників того ж Афганістану будуть люди, які підтримують торгівлю наркотиками задля власних інтересів. Гроші же, зароблені талібами йдуть на підтримку терористичних організацій.
Аналітики ООН досліджуючи питання про те, скільки заробляють наркотрафіком виявили суму приблизно в 300 млн доларів на рік. В НАТО вважають, що таліби заробляють не так наркоторгівлею як шантажем та викраденнями. Наркобізнес в Афганістані займає особливе місце. Він вріс в економіку та політику країни. Враховуючи низьке соціальне забезпечення більшості простих афганців, фермерам вигідно вирощувати опіумні маки, до того ж з такого роду діяльності розпрощатись вкрай складно. Існують припущення, що щорічний фінансовий оборот наркотрафіка становить приблизно 3 млрд доларів, а це 40-50% всього ВВП країни. 90% світового вирощування опіуму належить Афганістану, опіумні маки селянам в 20 разів вигідніше вирощувати ніж, наприклад пшеницю. Основна частина наркопосівів зосереджена на півдні та південному сході країни. Готовий продукт з Афганістану йде до Ірану, звідти до країн СНГ, або ж до Туреччини, а потім в Європу та Америку. Коста наголошує, що вдалих військовий операцій НАТО в Афганістані недостатньо, необхідно більш радикальніше вирішувати дану проблему, мова йде саме про корінні економічні та соціальні реформи, які мають проводитися в країні. Проте, враховуючи широкомасштабну корупцію він також заявив, що військові наступи на даному етапі найефективніший спосіб по боротьбі з наркотиками. Першого вересня 2009 року міністр по боротьбі з наркотиками Афганістану генерал Ходайад на зустрічі із Костою заявив, що в провінції Гільменд (одній із самих наркотизованих) посіви опіума скоротилися на 30%. Загалом в країні плантації опіумного маку скоротилися на 22%, а героїну на 10% [Архівовано 13 грудня 2014 у Wayback Machine.].

## Косово

Kosovo map-en

17 лютого 2008 року Косово офіційно стала незалежною країною. На території цієї країни знаходиться сумнозвісний так званий «Балканський маршрут». 1997 року в Інтерполі була підготовлена спеціальна доповідь, в якій всім національним бюро пропонувалося звернути особливу увагу на мафіозні структури косовських албанців. В 1999 році Центр стратегічних та міжнародних досліджень Массачусетського технологічного інституту випустив спеціальну доповідь. В ній зокрема йшлося про те, що косовські структури контролюють понад 70% наркотрафіку в Німеччині та Швейцарії. Балкани з'єдналися з маршрутами починаючи з Південно-Східної Азії. В результаті Балканський маршрут пропускає 80% усіх європейський наркотиків. Опіум, вирощений в Афганістані та Пакистані потрапляє в Туреччину, звідси направляється в Чехію та Косово, звідси попадає в Європу. Далі маршрут веде у Велику Британію через французький порт Калє, де вже закріпила свої позиції та сама албанська мафія.